# Schafflund
Schafflund (dänisch: Skovlund, friesisch: Schaflün) ist eine Gemeinde im Kreis Schleswig-Flensburg in Schleswig-Holstein. Die Gemeinde ist Verwaltungssitz des gleichnamigen Amtes.
Das Tal des Schafflunder Mühlenstroms ist eiszeitlichen Ursprungs. Der Schafflunder Mühlenstrom bildet sich aus dem Zusammenfluss von Meyner Mühlenstrom und Walsbek.
Der Ortsteil Bärenshöft (dän. Bjørnshoved bzw. auch Bjørnshøj) liegt teilweise im Gemeindegebiet Schafflunds, teilweise in dem der Nachbargemeinde Hörup.

## Geschichte
Schafflund wurde als Schaftling 1477 erstmals erwähnt. Die Bedeutung des Namens ist nicht eindeutig geklärt. Der Ortsname Schafflund könnte aus dem Altnordischen kommen, nämlich vom Wort „skafl“, welches mit dem Possessivsuffix „-ungi“ erweitert somit wohl „Siedlung bei der steilen Dühne“ bedeuten würde. Hier wäre dann eine Binnendüne gemeint. Im Dänischen wurde der Ort zu Skovlund. Das dänische Wort Skov bedeutet „Wald“ oder „Forst“. Das Wort Lund bedeutet ebenfalls „Wald“, womit der Ortsname wohl „Forstwald“ bedeuten könnte. Es wird jedoch auch vermutet, dass der Name des Ortes „Landstück am Wald“ oder „Waldlichtung“ bedeuten könnte.
Schon in der Mittelsteinzeit suchten Menschen das heutige Gemeindegebiet auf. Das belegen archäologische Funde wie Flintschaber oder querschneidige Pfeilspitzen. Auch in der Jungsteinzeit, der jüngeren Bronzezeit und der Eisenzeit siedelten Menschen in der Umgebung von Schafflund. Neben der Trichterbecherkultur der zahlreiche Großsteingräber zugeordnet werden, trat am Ende der Jungsteinzeit die Einzelgrabkultur auf. Zahlreiche Beile, die aufgrund ihrer Form dieser Kultur zugesprochen werden können, sind in der Archäologischen Landesaufnahme für Schafflund verzeichnet. Einige Urnen stammen aus der jüngeren Bronzezeit und der Eisenzeit. Gefundene Eisenschlacken deuten auf die eisenzeitliche Verhüttung hin.
Möglicherweise schon im 14. Jahrhundert wurde in Schafflund eine Wassermühle errichtet. Einen Hinweis auf einen Müller gibt es jedoch erst für das Jahr 1603: J. Reinhusen erwähnte in den „Annales Flensburgensis“ den in Schafflund am 12. Dezember 1603 gestorbenen Godtborch Moller. Ende des 15. Jahrhunderts wurde die Mühle vom Schleswiger Domkapitel übernommen und von diesem am 26. November 1629 „an Gottberg Clausen für 25 Rthlr. jährliches Festegeld verpachtet“. Rund um die Mühle bildete sich der Ort, in dem im 17. Jahrhundert neben Bauern viele Handwerker lebten. Im Jahre 1795 erfolgte die Verkoppelung, bei der die bis dahin gemeinschaftlich genutzte Dorfflur aufgeteilt und als Koppeln an die einzelnen Bauern verteilt wurde.
Ursprünglich gehörte Schafflund zur Karrharde und damit ab 1867 zum Kreis Tondern. Schafflund wurde 1878 durch die preußische Provinzregierung dem Kreis Flensburg zugeordnet.
Im Jahre 1884 wurde die Gemeinde von einem Großfeuer heimgesucht, das 13 Gebäude vernichtete. 1934 richtete der Reichsarbeitsdienst ein Barackenlager in Schafflund ein, das nach dem Zweiten Weltkrieg zunächst als Kaserne für britische Soldaten und später als Unterkunft für Flüchtlinge diente.

## Politik

### Gemeindevertretung
Bei der Kommunalwahl am 14. Mai 2023 wurden insgesamt siebzehn Sitze vergeben. Die Schafflunder Wählergemeinschaft e. V. erhielt acht Sitze, der SSW fünf Sitze und die SPD und die Grünen je zwei Sitze.

### Wappen
Blasonierung: „In Gold eine bewurzelte grüne Buche mit vier Fruchtständen, begleitet links von einem roten Mühlrad, rechts von einem nach rechts oben schwimmenden blauen Fisch.“
Die Buche im Wappen erinnert daran, dass die Schleswigsche Geest ursprünglich bewaldet gewesen ist. Die Gründung des Ortes im Wald veranlasste möglicherweise auch die Ortsbenennung. Das Mühlrad vertritt die örtliche Wassermühle, die früher eine weit über den Ort hinaus reichende Bedeutung hatte und im Wappen die Verbindung zu der ausschließlich agrarwirtschaftlich bestimmten Vergangenheit des Ortes herstellt. Der Fisch schließlich bezieht sich auf den Ertrag der Fischerei in den Fließgewässern der Gemeinde, insbesondere im Schafflunder Mühlenstrom.

## Wirtschaft
Als ländlicher Zentralort verfügt die Gemeinde neben der Landwirtschaft über ein umfangreiches Dienstleistungsangebot und verschiedene Gewerbebetriebe.
Seit 1998 ist die Gemeinde Modellprojekt für eine kinderfreundliche Gemeinde, so dass die Kinder bei der Gestaltung und Ausführung kommunaler Maßnahmen mitbestimmen.

## Sehenswürdigkeiten
Ein Schornstein in Schafflund galt bis Ende der 2010er Jahre als nördlichstes Storchennest Europas. Nach einem bis zu 2000 Kilometer langen Flug bezogen Storchenpaare aus Afrika allein von 1962 bis 2017 insgesamt 55 mal den 1,2 m breiten Nistplatz.
In der Liste der Kulturdenkmale in Schafflund stehen die in der Denkmalliste des Landes Schleswig-Holstein eingetragenen Kulturdenkmale, darunter die ehemalige Wassermühle, die vermutlich aus dem 14. Jahrhundert stammt.

## Verkehr
Schafflund hatte einen Haltepunkt an der Bahnstrecke Flensburg-Weiche–Lindholm.